# Pavel Svoboda (letec)
Pavel Svoboda (28. června 1916 Bohuslavice – 8. ledna 1993 Londýn) byl český palubní střelec 311. československé bombardovací perutě.

## Život

### Před druhou světovou válkou
Pavel Svoboda se narodil 28. června 1916 v Bohuslavicích u Kyjova. Odmaturoval na státním reálním gymnáziu v Hustopečích a v roce 1937 začal studovat na Právnické fakultě Masarykovy univerzity v Brně. Přihlásil se do akce 1000 nových pilotů republice a v jejím rámci získal v brněnském aeroklubu první pilotní dovednosti.

### Druhá světová válka
Po uzavření českých vysokých škol Němci byl Pavel Svoboda zatčen a do 22. prosince 1939 vězněn v koncentračním táboře Sachsenhausen. Dne 1. ledna 1940 opustil ilegálně Protektorát Čechy a Morava a přes Slovensko, Maďarsko a Jugoslávii se dostal do Francie. Zde byl v Marseille 28. ledna 1940 prezentován u zde vznikající Československé armády v zahraničí a v únoru 1940 zařazen k jejímu 1. dělostřeleckému pluku v Sigeanu. Na vlastní žádost byl v dubnu 1940 přeložen k letecké skupině v Agde. Po pádu Francie v červnu 1940 se z Port-Vendres evakuoval přes Gibraltar do Spojeného království. Zde byl 25. července 1940 přijat do Royal Air Force. Přihlásil se k pilotnímu výcviku, byl ale zařazen do výcviku na palubního střelce. Po jeho ukončení začal 27. května 1941 létat operačně jako příslušník 311. československé bombardovací perutě v posádce Aloise Šišky. Absolvoval 25 operačních letů nad nacistické Německo, fašistickou Itálii a okupovanou Evropu. V prosinci 1941 se oženil s Ellen Peterson, která byla dánského původu. Manželům se narodil syn Andrew, kterého ale poprvé spatřil až jako tříletého po skončení války. Dne 28. prosince 1941 byl členem posádky Vickers Wellington B Mk.Ic T2553 KX-B, kterému začal během návratu z operačního letu nad Wilhelmshaven po poškození protiletadlovou palbou hořet jeden z motorů. Po dosednutí na hladinu Severního moře se posádce kromě zadního střelce Rudolfa Skalického podařilo dostat do záchranného člunu. Josef Mohr a Josef Tománek zemřeli ve člunu, Alois Šiška, Josef Ščerba a Pavel Svoboda padli do zajetí poté, co po několika dnech vyplavilo moře člun na nizozemském pobřeží. Po vyléčení zranění a omrzlin byli všichni internováni v zajateckém táboře Stalag VIIIB v Lambsdorfu. Pavel Svoboda se třikrát pokusil o útěk. První dva byly neúspěšné, při třetím se společně s kanadským letcem Vernonem Jamesem Bastablem dostali do jeho rodných Bohuslavic, kde byli ukryti. Na přelomu let 1944 a 1945 se oba zapojili do podpory a akcí výsadku Carbon. V dubnu 1945 byl Pavel Svoboda prozrazen, zatčen gestapem během schůzky na chatě Kameňák v Chřibech a uvězněn na Kounicových kolejích v Brně. Během osvobozování Brna se mu 20. dubna 1945 podařilo opět uprchnout a připojit se k partyzánské skupině operující v prostoru Devíti křížů a spadající pod velení Rady tří.

### Po druhé světové válce
Po skončení bojů druhé světové války se Pavel Svoboda připojil k repatriovaným americkým letcům a odcestoval do Spojeného království za manželkou a synem. S rodinou se poté vrátil do Československa, kde pokračoval v armádní službě na brněnském letišti. Dosáhl hodnosti kapitána, narodila se mu dcera Dagmar. Mezi lety 1945 a 1946 dokončil Němci přerušená studia na Právnické fakultě Masarykovy univerzity. Po komunistickém převratu v roce 1948 byl z armády propuštěn a protože tušil, že mu jako jiným západním letcům hrozí zatčení, odešel s rodinou přes Rakousko zpět do Spojeného království. Do odchodu do důchodu pracoval v resortu obchodu v Londýně. Rodnou obec navštívil až v roce 1990. Byl povýšen do hodnosti plukovníka ve výslužbě. Zemřel 8. ledna 1993 v Londýně, kde je i pohřben.

## Ocenění

### Vyznamenání
- 2x Československý válečný kříž 1939
- Československá medaile Za chrabrost před nepřítelem
- 1946 Československá medaile za zásluhy I. stupně

### Posmrtná ocenění
- Pavlu Svobodovi byla v roce 2023 v rodných Bohuslavicích odhalena pamětní deska